# Epizoanthus oliveri
Epizoanthus oliveri is een Zoanthideasoort uit de familie van de Epizoanthidae. De wetenschappelijke naam van de soort is voor het eerst geldig gepubliceerd in 1914 door Stuckey.